# Diexi-Erdbeben von 1933

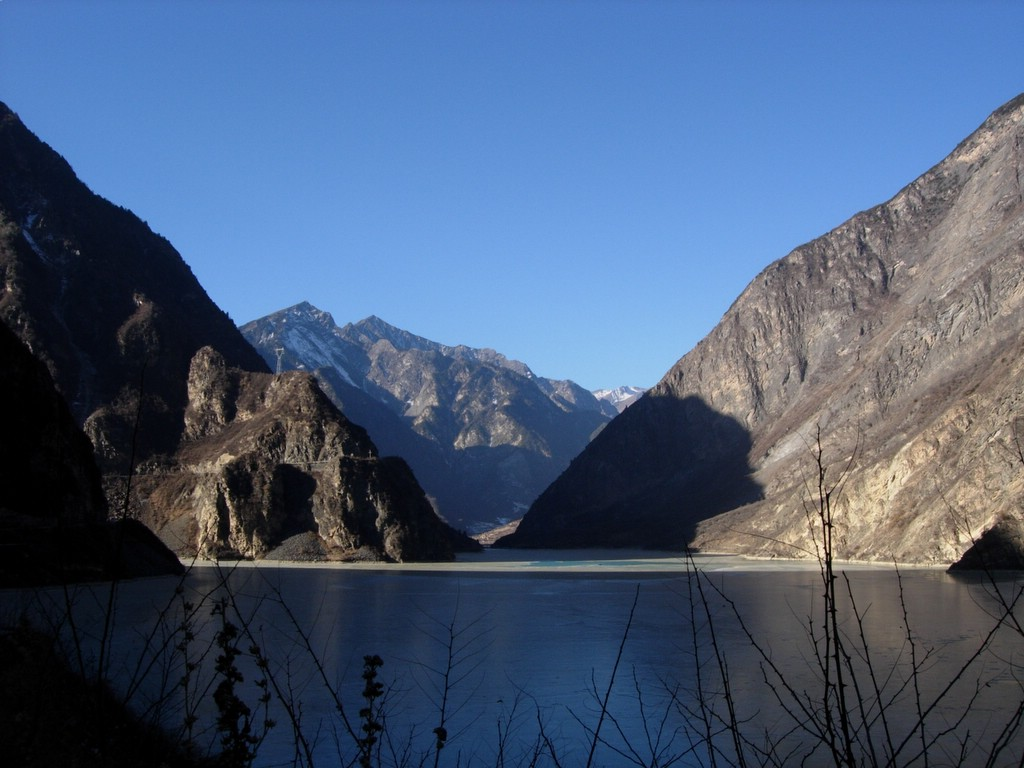
Diexi-See

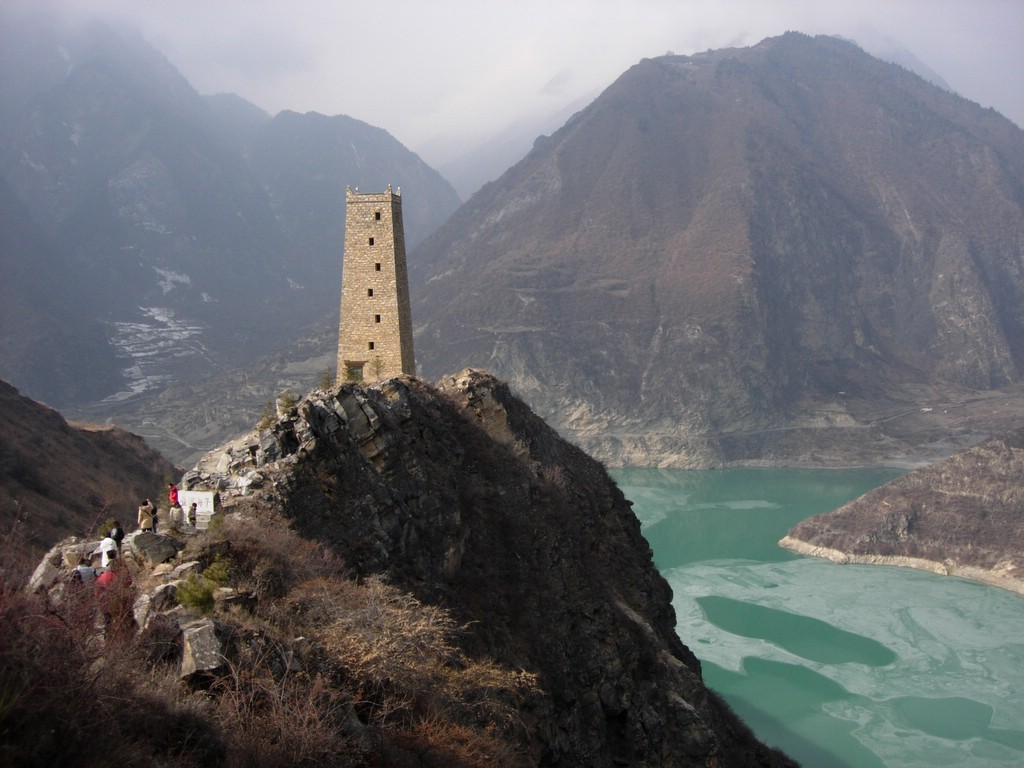
Diehai diaolou

Das Diexi-Erdbeben von 1933 (chinesisch 叠溪大地震, Pinyin Diexi da dizhen), auch Erdbeben im Kreis Mao (茂县大地震,  Mao xian da dizhen) genannt, ereignete sich am 25. August 1933 in Diexi 叠溪, im heutigen Kreis Mao, Regierungsbezirk Ngawa (Aba), in der südwestchinesischen Provinz Sichuan. Es hatte die Magnitude M von 7,5.
Das Erdbeben zerstörte den Ort Diexi und umliegende Ortschaften im Südosten. Es verursachte viele Erdrutsche. Es wurden über 9.000 Personen getötet. Der alte Ort versank in dem durch den Erdrutsch in den Fluss Min Jiang entstandenen Diexi-See.
Das Epizentrum war weniger als 100 km von dem des Erdbebens in Sichuan 2008 entfernt und wurde ebenfalls durch die Longmenshan-Verwerfung am Rand des Sichuan-Beckens verursacht.